# Марьяновское сельское поселение (Крым)
Марьяновское се́льское поселе́ние (укр. Мар'янівське сільське поселення, крымскотат. Маре кой юрту, Mare köy yurtu) — муниципальное образование в Красногвардейском районе Республики Крым России, в степной зоне полуострова.
Административный центр — село Марьяновка.

## История
В советское время был образован Марьяновский сельский совет.
Сельское поселение образовано в соответствии с законом Республики Крым от 5 июня 2014 года.

## Население
| 2001  | 2014  | 2015  | 2016  | 2017  | 2018  | 2019  |
| ----- | ----- | ----- | ----- | ----- | ----- | ----- |
| 3140  | ↗3327 | ↗3334 | ↗3418 | ↗3421 | ↘3418 | ↗3448 |
| 2020  | 2021  |       |       |       |       |       |
| ↗3450 | ↘3190 |       |       |       |       |       |

## Состав сельского поселения
| № | Населённый пункт | Тип населённого пункта       | Население |
| - | ---------------- | ---------------------------- | --------- |
| 1 | Марьяновка       | село, административный центр | ↗2494     |
| 2 | Ульяновка        | село                         | ↘219      |
| 3 | Щербаково        | село                         | ↗614      |